# Esk (dopływ Morza Północnego)
Esk (ang. River Esk) – rzeka w północno-wschodniej Anglii, w hrabstwie North Yorkshire, dopływ Morza Północnego. Długość rzeki wynosi 42 km, a powierzchnia dorzecza – 362 km².
Rzeka powstaje z kilku strumieni, których źródła znajdują się na wzgórzu Westerdale Moor, 300–400 m n.p.m. Rzeka płynie przeważająco w kierunku wschodnim, dnem doliny Eskdale. Niemal na całej długości, z wyjątkiem odcinka ujściowego, znajduje się w granicach parku narodowego North York Moors. Wzdłuż rzeki położone są wsie Westerdale, Castleton, Ainthorpe, Danby, Lealholm, Glaisdale, Egton Bridge, Grosmont, Sleights, Briggswath i Ruswarp. Do morza rzeka uchodzi w mieście Whitby.
Wzdłuż rzeki biegnie turystyczny szlak pieszy Esk Valley Walk oraz linia kolejowa Esk Valley Railway, prowadząca z Whitby do Middlesbrough.